# 2017年港鐵縱火案
2017年港鐵縱火案發生於2017年2月10日的香港。當日，60歲乘客張錦輝於一列港鐵荃灣綫列車上放火自焚。事件前後共造成1死18傷，其中3名危殆的男女傷者分別送往威爾斯親王醫院及廣華醫院搶救。本次事故為香港繼2004年地鐵縱火案後，相隔13年再次發生鐵路縱火事件。此次縱火案發生的位置恰巧與2004年發生縱火的位置是同一路段的相反方向，起火位置同為第一卡列車，並且發生於另外一段繁忙時間，而兩宗縱火案犯案者同是精神病患者。

## 案發經過
當日晚上約7時15分，一列往荃灣方向的荃灣綫列車（肇事列車：A113/A192、車序：032、車長：陳永強）由金鐘站開出不久，一名60歲男子張錦輝突然於第一卡車廂（A192）內語無倫次地説：「害死我個仔」（害死我的兒子），決定與乘客「一鑊熟」（玉石俱焚、同歸於盡），並夾雜粗言穢語大叫「你班X街！燒死你哋！」（你們這些混蛋！燒死你們！）然後燃點助燃劑自焚。有乘客上前槍去打火機，但早已晚。在糾纏期間，易燃品及有部份衣物在地上起火，其後車廂內冒出大量濃煙，並帶有化學品氣味，乘客爭相逃走至較後車卡。附近有乘客走避不及或衣服被淋潑助燃劑，令衣服起火，繼而被燒傷。當列車到達尖沙咀站後，所有乘客即時離開車廂，張錦輝身體偏下方的部份起火，身上的長褲被燒爛，並躺於月台地面，身旁數名乘客上前以外套嘗試撲火，一名女乘客皮膚被燒傷而被拖出車卡。而停在月台上的第一卡列車則火光熊熊，不少途人驚惶尖叫。事發後，港鐵職員在站内廣播提示乘客盡快撤離，車站隨後關閉。
有目擊者表示，當時濃煙滿佈，情況混亂，感到很害怕。消防處5分鐘後到場，陸續從站內抬出傷者，並派出16輛消防車、18輛救護車及危害物質處理車，合共動員130名消防及救護人員協助在尖沙咀站A出口外空地分流13名傷者，而醫院管理局亦派出兩名醫生協助。警方動員160名警察，案件由油尖警區重案組接手調查。

## 傷者
截至2017年2月10日晚上，有18名傷者送院，其中3人危殆，3人嚴重，9人情況穩定，分別送往伊利沙伯醫院、廣華醫院、明愛醫院及威爾斯親王醫院，另有4人已出院。其中涉嫌縱火的張錦輝的身體三級燒傷。一名38歲台灣女遊客面部及四肢燒傷，情況嚴重。一名15歲身穿校服的聖保羅男女中學女學生三級燒傷，雙腳被燒至紅腫脫皮，雙手亦被熏黑。食物及衞生局局長高永文晚上趕至廣華醫院，探望受傷送院的傷者。
2月23日，二級燒傷的38歲台灣女乘客情況好轉出院，由醫療轉送團隊「國際SOS」的醫療專車送抵機場後再由其陪同下乘搭華航班機CI916返回台灣繼續治療。
截至2017年3月10日，前後送院的19名傷者中有2男3女的傷者仍然留醫，當中包括疑犯張錦輝和三級燒傷，就讀聖保羅男女中學的15歲女學生高芷楠。高芷楠在校內成績優越，曾代表學校在各項比賽中奪取佳績，包括故事創作、數學、奧林匹克數學、劍撃比賽中均獲得獎項。高芷楠在校內練習吹口琴至六時，至七時才乘搭港鐵回家。期間在車廂內，在張錦輝自焚時受其波及。在被救出時手和腳二級燒傷，送往瑪麗醫院治理。高芷楠曾一度危殆，其後轉至嚴重。多人在高芷楠入院時為其祝福、打氣。高芷楠其後於2017年6月出院。
疑犯續於威爾斯親王醫院留醫，而其他4名傷者則分別於瑪麗醫院和廣華醫院留醫。
疑犯張錦輝留醫3個月後，於5月14日因器官衰竭不治，使事故造成1死18傷。

## 犯案動機
60歲兇徒張錦輝事發後嚴重燒傷，在送往伊利沙伯醫院期間聲稱自己是縱火的人，警方以涉嫌縱火罪將之拘捕，交由油尖警區重案組第一隊跟進。疑犯張錦輝事後被送至威爾斯親王醫院留醫，情況危殆。張錦輝在1980年與妻子及一名兒子由內地來港，居住香港島東區柴灣興民邨，但兩人其後離婚，與前妻所生兒子則因事離世。他有精神病紀錄並需要定期覆診，惟事發當日他沒有應診。有鄰居透露，張錦輝從事夜更保安，甚少見到他出入，並曾聽聞夫婦鬧出離婚，但近年已甚少爭吵。張錦輝一對子女乖巧，據知讀書成績尚可。

## 後續

### 2017年2月
事後，港鐵將肇事列車駛回荃灣車廠，並於2月11日帶領傳媒視察列車。列車上被縱火位置熏黑，地上相信因曾使用滅火器滅火而變得灰濛濛。另外，地上也遺下乘客的物品，而有大量氣窗被人打開。12日，疑犯張錦輝被警方落案起訴一項「有意圖而縱火」罪，並於翌日於九龍城裁判法院提堂。疑犯因仍留醫而缺席聆訊，裁判官押後至2月17日再提訊。
港鐵和東華三院於2月17日至3月2日舉行募捐，市民可透過匯豐銀行或中國銀行（香港）帳戶或透過全港任何一間OK便利店捐款予東華三院。所有捐款由東華三院分發給傷者。17日，疑犯因仍留醫而再次缺席聆訊，裁判官押後至2月22日再提訊。20日，肇事列車重投服務。22日，疑犯因仍留醫深切治療部而第三次缺席聆訊，裁判官再次押後至2月27日提訊。同日港鐵宣布，基於需要為乘客提供安全、可靠和舒適的乘車環境，決定由3月1日起禁止所有車站內的便利店和商舖售賣打火機。23日，受傷的38歲台灣女乘客情況好轉出院，於17時45分由台灣來港的醫療專隊陪同下乘搭華航航機CI916返回台灣繼續接受治療。同日港鐵委任曾參與2011年花園街四級大火和2011年馬頭圍道三級大火調查工作的香港理工大學協理副校長（學術支援）兼教務長何兆鎏及專長於交通基建消防安全的退休特許工程師彼得·布萊辛頓（英語：Peter Bressington）為縱火案檢討委員會的專家顧問，並預料於4月向政府提交調查報告。

### 2017年3月
3月1日，港鐵禁令生效，港鐵車站內所有便利店和商舖停止售賣打火機。3月3日，疑犯因仍留醫深切治療部而第五次缺席聆訊，裁判官押後至3月9日再提訊。控方指若疑犯提早出院，將盡快帶其到法院應訊。同月8日，行政長官梁振英於禮賓府與事件當日參與救援的人員會面，並表示救援人員處變不驚，拯救傷者。他續表示政府十分重視公共交通的安全，並希望5名留醫的傷者早日康復。16日，港鐵公布與東華三院合作募捐後所得的善款數字，總共籌得港幣247.5萬，當中包括港鐵的200萬及市民的47.5萬。港鐵預計留院超過1個月的傷者每人可得港幣30萬，留院1星期至1個月的每人可得港幣15萬，而留院1星期內的傷者則每人可得港幣7.5萬。

### 2017年4月
4月12日，港鐵主席馬時亨表示調查委員會及兩位專家顧問已完成調查報告並已交予風險管理委員會，預計於下月向董事局報告。4月24日，疑犯仍因留院而缺席聆訊，裁判官押後至4月28日再開庭，而疑犯先前一直留院而多次缺席聆訊。4月25日，港鐵縱火案檢討委員會向政府提交調查報告，指港鐵列車及車站設施能夠發揮應有的作用，職員令乘客盡快疏散到安全地方，而港鐵於整件事件期間對各界發放的資訊「足夠及有效」。委員會同時提出了幾點建議，包括與消防處為屬下員工加強消防訓練，跟機電工程署和消防處合作加強公眾對防火意識的認知及與警務處和消防處的由每年12次聯合演習增加至15次。另外，委員會亦建議於消防喉轆櫃中增加手提滅火筒及於其存放處增加更明顯的標誌，並於月台增加供職員使用的滅火毯。對於閉路電視的問題，委員會則認為車廂是否有安裝閉路電視對事件結果沒有影響，而委員會並不建議在入閘處為乘客進行安全檢查。

### 2017年5月
5月14日，疑犯因器官衰竭不治，終年61歲。

### 2017年9月
9月18日，5名縱火案中的傷者在民主黨立法會議員鄺俊宇陪同下見傳媒。他指摘港鐵拒絕承擔責任，而保險公司委託的公證行表示港鐵沒有責任，意外全由縱火者造成。港鐵回覆時稱「在今次不幸事件中，港鐵公司本身也是受害者」。傷者批評港鐵涼薄，毫無社會責任。同月22日，港鐵額外捐出500萬港元資助傷者。但港鐵主席馬時亨表示，港鐵作為上市公司，若公司在案件中承認責任或會開壞先例。鄺認為港鐵的資助是「遲來的問候」。他同時認為港鐵應願意面對傷者和事件事件，傷者則堅持港鐵要公開調查報告。
連同早前已累積的捐款，各傷者已收到接近750萬港元的款項。

### 2019年7月
事件中患妄想症的涉縱火者張錦輝燒傷不治，2019年7月召開死因研訊，3男2女陪審團退庭商議後一致裁定張錦輝死於自殺。而他因精神混亂觸動縱火動機，陪審團建議醫管局設立醫生、社工及患者家人會面機制，以協助評估及參考嚴重精神病患者，例如有暴力傾向人士的病情。

### 2020年10月
兩位在事件中拯救其他人士的市民鄭澤然和鄧廣坤，分別獲頒金英勇勳章及銀英勇勳章，以表揚他們奮勇無畏、忘我無私和捨己救人的勇敢行為。

## 回應

### 香港

#### 政府
- 行政長官梁振英表示高度關注，向傷者致以深切慰問，已要求相關部門全力調查及跟進，並與食物及衛生局局長高永文前往醫院探望傷者，了解他們的傷勢及責成各醫院全力救治。[44][45]
- 政務司司長張建宗指出事件為獨立事件，他代表政府向這些傷者和家人致以深切慰問，希望傷者盡快康復，並表示政府極度重視是次事件及會全面檢視港鐵的安全措施，而他相信香港的醫療團隊會盡一切方法治理事件中的傷者。同時他指出政府會接觸事件中的傷者和家人及跟進他們的情況，並提到事發當晚社會福利署及民政事務總署均有派人到各醫院提供如情緒支援及福利需要等的緊急服務。[46]
- 保安局局長黎棟國代表政府對事件予以強烈譴責，指出絕對不能接受於港鐵車廂內縱火的行為。他表示警方於事故發生當晚通宵於案發現場及肇事列車進行科學鑑證和蒐集證據，而警方將會全方位調查事件。他續指出現場沒有任何論據顯示事件涉及恐怖襲擊或對港鐵進行惡意攻擊。[47]
- 食物及衛生局局長高永文表示，行政長官亦委託他和這些病人傾談，有機會時亦向病人的家人慰問。他代表特區政府向在今次事件中受傷的所有病人和病人的家人致以問候。行政長官亦委託他感謝各醫院的醫護人員，而他知道醫護人員非常努力，定必盡力搶救、處理及醫治在今次不幸事件中的傷者。他續表示這些病人可能有不同的地方如四肢或面部被燒傷。他提到香港正值冬季高峰期，一般病房的情況都是比較擠迫，有關工作人員的工作壓力都是大，並指出該次事件裏主要受影響的部門包括外科、燒傷科和骨科，而深切治療部和急症室在不同的階段都要處理很多病人。他相信自己現階段不適合說出傷者詳細的情況，但已盡量將所掌握的資料對外透露。[48]
- 運輸及房屋局局長張炳良到尖沙咀站視察，了解站內安全設施，並表示港鐵已成立調查小組，而政府會要求港鐵全面檢討安全措施及應變安排。同時他稱讚港鐵及運輸署於事件發生後短時間內發佈消息並通知警方及消防人員到場。[49]
- 警方表示接獲火警報告後2分鐘已到達現場，反恐特勤隊當時在附近巡邏亦有到場，事件中共動員160名警務人員。其中一名男傷者送院時向警察聲稱與事件有關並承認縱火，警方以涉嫌縱火將他拘捕並交由油尖警區重案組接手跟進及調查。[50]
- 消防處表示在尖沙咀站發現13名傷者，包括4男9女，分別送往伊利沙伯醫院、廣華醫院、明愛醫院及威爾斯親王醫院4間醫院治理。他說，火警發生於車廂最尾車卡，起火面積1米乘3米。初步調查後消防處相信火警有可疑，懷疑有市民在車廂內燃點助燃劑所致。至於助燃劑的物料、容量和犯案動機，消防則交由警方調查。[51]

#### 立法會議員
- 立法會議員兼行政長官參選人梁國雄表示因鐵路系統迅速膨脹而令車廂擠逼情況嚴重。萬一遇到突發事件可能會影響救援工作，他認為港鐵有需要就相關情況檢討。 [52]
- 鐵路事宜小組委員會主席田北辰表示事件反映了當事故發生時港鐵控制室因港鐵沒有在每卡車廂安裝閉路電視而未能即時得知最新情況，以至無法協助職員監測車廂情況。他認為港鐵應研究在車廂加裝閉路電視。[53]

- 葛珮帆表示事件反映了政府與港鐵在集體運輸系統遇到重大事故時的應變能力、發放消息及車站內的應變設施顯得不足夠。由於香港有機會會受到恐怖襲擊，她希望可以邀請政府相關部門代表到立法會闡釋港鐵面對類似事件時的應變措施。[54]
- 莫乃光表示會在立法會相關委員會會議上跟進事件的救援過程及港鐵遇到緊急事故所採取的應急措施。[54]
- 葛珮帆、蔣麗芸、梁美芬、陳志全及鄺俊宇分別向主席梁君彥提出在立法會大會上就事件作緊急質詢，但被梁君彥以「性質不急切」為由拒絕。梁君彥建議議員可循其他途徑如於事務委員會上討論。[55]

#### 行政長官參選人
- 曾俊華表示，他對此嚴重事故感到十分震驚，希望受傷的市民盡早康復，又慰問傷者家屬，相信港鐵及相關部門會徹查事件。[56][57]
- 林鄭月娥對事件表示震驚，對傷者致以深切慰問，希望他們早日康復。[58]
- 胡國興得知尖沙咀站在繁忙時間發生的嚴重事故，心情非常沉重，對傷者家屬表示深切慰問，望傷者早日康復，並續指出現場幸有不少英勇市民協助傷者，否則可能會有更多人受傷。他亦感激在現場救援的消防人員、救護人員、警察及港鐵職員，並表示有關當局及港鐵必須徹查事件。[59][60]
- 葉劉淑儀對事件極度關注，祝願傷者早日康復，並向傷者家屬致以深切慰問。她亦感激在場協助傷者的熱心市民，對一眾參與救援工作的救護人員、消防人員、警察及相關工作人員的高效率和專業表現感到敬佩。[61]

#### 港鐵
- 港鐵公司表示對縱火事件中的所有傷者表示慰問，並希望他們早日康復；衷心感謝受影響乘客的體諒及合作，以及各緊急服務部及前綫人員的迅速應變及努力。[62]主席馬時亨希望傷者盡快康復並向傷者家屬致以慰問，同時讚揚前線職員於幾分鐘內將車站內的乘客全部疏散，將影響減至最低，反映他們能夠迅速及冷靜處理事件。他表示港鐵會成立由車務總監及技術工程總監帶領的8人高層委員會調查事件，而委員會會於1個月左右提交初步報告及改善方法。他續提出港鐵和員工會最少捐出200萬港元，而東華三院也會與港鐵合作發起募捐。[26][63]另外行政總裁梁國權表示，港鐵非常關注這宗事故，向傷者致以深切慰問。車務營運總管李聖基表示，事發時列車車長用約1分多鐘時間將列車開到尖沙咀站是既定程序，也是最安全疏散乘客的方法。[64]

#### 市民
- 有市民認為事發現場的人不應只拍攝現場情況，而應考慮如何幫助現場的其他人。她續表示自己乘搭港鐵時會拍下車廂內滅火筒的存放位置。另外有市民認為自己乘坐港鐵時會加倍小心，如遇到可疑人士會向告知職員或報警處理。亦有市民批評車廂內消防設備的位置較不明顯令乘客難以發現，希望政府及立法會議員跟進香港交通的相同設備。[65][66]

### 中華民國

#### 行政院大陸委員會
- 當局表示向香港警方及4間接收傷者的醫院查詢後得悉1名台籍旅客在事故中受傷，正於伊利沙伯醫院搶救，並已由行政院大陸委員會香港事務局派員前往協助。[64]

## 其他
此事故被改編為香港電台2018年電視劇《火速救兵IV》第5至6集「守破離」。
涉事列車與另一列車重組車卡後，現已分別調至港島綫（A179/A192）和觀塘綫（A113/A130）服務。後期（A113/A130）因港鐵市區綫願景列車投入服務取代原有觀塘綫的港鐵市區綫現代化列車，該車再次調至港島綫服務，並於2024年4月6日退役。

## 相關事件
- 2004年香港地鐵縱火案
- 2019年港鐵大學站縱火案
- 2019年港鐵上水站列車縱火案
- 2014年台北捷運隨機殺人事件